# Abdoullah Ba
Pour les articles homonymes, voir Ba.
Abdoullah Ba, né le 31 juillet 2003 à Saint-Aubin-lès-Elbeuf dans la Seine-Maritime, est un footballeur français. Il joue au poste de milieu central au USL Dunkerque en prêt de Sunderland AFC.

## Biographie

### Carrière en club

#### Formation et début de carrière au Havre
Natif de Saint-Aubin-lès-Elbeuf, il commence le football au Club Andelle Pîtres en 2010. Puis, il rejoindre le centre de formation du Havre Athletic Club, lorsqu’il rejoint leur équipe des moins de 15 ans.
Abdoullah Ba signe son premier contrat professionnel, d'une durée de trois ans avec le Havre en juin 2020. Il joue son premier match en professionnel lors d'une rencontre de Ligue 2 le 4 mai 2021, face à Toulouse. Il entre en jeu en seconde mi-temps et les Havrais s'inclinent sur le score d'un but à zéro,. Le 15 mai suivant, il inscrit son premier but en Ligue 2, contre l'ESTAC Troyes (victoire 3-2).

#### Sunderland AFC
Le Havre Athletic Club, après avoir proposé plusieurs prolongations de contrats à son joueur, s'accord avec le club anglais de Sunderland pour un transfert définitif. Le 31 août 2022, il signe un contrat de cinq ans avec Sunderland AFC,.

### Carrière internationale
Abdoullah Ba est sélectionné avec l'équipe de France des moins de 19 ans pour participer au championnat d'Europe des moins de 19 ans en 2022. Lors de cette compétition organisée en Slovaquie, il dispute quatre rencontres. La France s'incline en demi-finale contre l'Israël.

## Statistiques
| Saison                | Club                  | Championnat           | Championnat | Championnat | Championnat | Coupe(s) nationale(s) | Coupe(s) nationale(s) | Coupe(s) nationale(s) | Total | Total | Total |
| Saison                | Club                  | Division              | M.          | B.          | P.d.        | M.                    | B.                    | P.d.                  | M.    | B.    | P.d.  |
| 2020-2021             | Le Havre AC           | Ligue 2               | 3           | 1           | 0           | -                     | -                     | -                     | 3     | 1     | 0     |
| 2021-2022             | Le Havre AC           | Ligue 2               | 18          | 0           | 0           | 1                     | 0                     | 0                     | 19    | 0     | 0     |
| 2022-2023             | Le Havre AC           | Ligue 2               | 5           | 0           | 1           | -                     | -                     | -                     | 5     | 0     | 1     |
| Sous-total            | Sous-total            | Sous-total            | 26          | 1           | 1           | 1                     | 0                     | 0                     | 27    | 1     | 1     |
| 2022-2023             | Sunderland AFC        | Championship          | 29          | 1           | 0           | 3                     | 0                     | 0                     | 32    | 1     | 0     |
| 2023-2024             | Sunderland AFC        | Championship          | 25          | 2           | 1           | 2                     | 0                     | 0                     | 27    | 2     | 1     |
| Sous-total            | Sous-total            | Sous-total            | 54          | 3           | 1           | 5                     | 0                     | 0                     | 59    | 3     | 1     |
| Total sur la carrière | Total sur la carrière | Total sur la carrière | 80          | 4           | 2           | 6                     | 0                     | 0                     | 86    | 4     | 2     |